# District de Dinan
Le district de Dinan est une ancienne division territoriale française du département des Côtes-du-Nord de 1790 à 1795.
Il était composé des cantons de Dinan, Evran, Meloir, Plancouet, Ploubalay, Plouer, Plumaudan et Tréfumel.